# Crnogorske zastave
Crnogorske zastave kroz povijest u biti su sadržavale crvenu boju, te Križ i dvoglavoga bijeloga orla.
Dukljansko Kraljevstvo. Nije poznato kako je izgledala zastava o kojoj ima spomena u povijesnim izvorima koju je papa Grgur VII. 1077. godine, skupa s drugi kraljevskim oznakama (insigijama), poslao dukljanskom knezu Mihailu davši mu dostojanstvo kralja.
Zetska država. Za starocrnogorske dinastije Balšića postojala je zastava koja je likovno obrađena u stilu srednjovjekovne spekulativne mistike. Na sredini polja nalazio se prikaz Uskrsnuća Kristova nad kojim lebdi golubica, simbol Duha Svetoga, a sasvim na vrhu je simbol Presvetoga Trojstva - trokut u kojem je ucrtano Božje oko. 
Crnojevića država. U doba dinastije Crnojevića pojavljuje se dvoglavi crnogorski orao, kako na grbovima, tako i na zastavi.
Crna Gora (1516. – 1852.) Koncem 18. stoljeća, za doba Šćepana Malog crnogorska je zastava Krstaš-barjak, državna i glavna vojna zastava koju su Crnogorci nazivali alaj-barjak. 
- Zastava Crne Gore, sada
- Crnogorski krstaš-barjaci
- Državna i glavna vojna zastava Kraljevine Crne Gore

Kneževina Crna Gora. Izgled alaj-barjaka se za knjaza Danila I. Petrovića mijenja crnogorskim orlom i vladarevim inicijalom na sredini. Kneževina Crna Gora je, nakon što je u ratovima od 1876. do 1878. osigurala teritorijalni izlaz na Jadransko more, počela izgrađivati svoju trgovačku mornaricu. Iz toga su perioda više varijanti crnogorskih pomorskih zastava. U Ustavu Knjaževine Crne Gore iz 1905. (čl.39.) definira s da su "narodne su boje: crvena, plavetna i bijela", no državna i glavna vojna zastava ostaje alaj-barjak.
- Crnogorska vojska s Alaj-barjakom
- Pripadnici crnogorske kraljevske vojske
- Crnogorska zastava po osvojenju Skadra 1913. g.
- Crnogorski vojnici s krstaš-barjakom u Italiji 1920. g.

Druga Jugoslavija. Od 1946. do 1992. službena je zastava Crne Gore, kao socijalističke republike unutar druge Jugoslavije, bila trobojnica crveno-otvorenoplava-bijela s petokrakom zvijezdom na sredini. 
SRJ. Dana 6. siječnja 1994. je novim zakonskim rješenjima crnogorska zastava definirana kao trobojnica bez petokrake zvijezde.
Crna Gora. U 2004. godini su usvojeni novi crnogorski simboli, zastava i grb, koji su i danas u službenoj uporabi.
- Crnogorske pomorske zastave s konca 19. stoljeća
- Zastava SR Crne Gore i Republike Crne Gore
- Zastava Crne Gore iz 1990-ih

## Vanjske poveznice
- Dr. Danilo Radojević o crnogorskim zastavama kroz povijest (iz knjige "Crnogorci na limesu", Podgorica 1999.g.
- Historijat crnogorske zastave